# Publícia (dama)
Publícia (en llatí Publicia) va ser la dona de Luci Postumi Albí, cònsol l'any 154 aC.
Va ser acusada, igual que Licínia, esposa de Tiberi Claudi Asel·le, d'assassinar el seu marit. El pretor (en funcions judicials) que la va jutjar la va perdonar pel seu aspecte, però sotmesa a un judicium domesticum (judici privat en família) va ser condemnada a mort pels seus propis parents.